# Tacx Pro Classic
Tacx Pro Classic es una carrera ciclista holandesa disputada en la provincia de Zeeland. 
Fue creada en 2008 como resultado de la fusión de la OZ Wielerweekend y el Delta Profronde, formando parte del UCI Europe Tour en categoría 2.1 y fue ganada en 2008 por el australiano Christopher Sutton. En 2012, la carrera fue renombrada como Ronde van Zeeland Seaports pasando a ser una carrera de un día sobre 205 km de recorrido, pero manteniendo la categoría (1.1). En 2017, la carrera cambió de nuevo su nombre a Tacx Pro Classic.

## Palmarés
| Año                                        | Ganador                     | Segundo             | Tercero             |           |
| ------------------------------------------ | --------------------------- | ------------------- | ------------------- | --------- |
| Delta Tour Zeeland                         |                             |                     |                     |           |
| 2008                                       | Christopher Sutton          | Robert Wagner       | Jeremy Hunt         |           |
| 2009                                       | Tyler Farrar                | Alessandro Petacchi | Robert Wagner       |           |
| 2010                                       | Tyler Farrar                | Jos van Emden       | Graeme Brown        |           |
| 2011                                       | Marcel Kittel               | Theo Bos            | Jos van Emden       |           |
| Ronde van Zeeland Seaports                 |                             |                     |                     |           |
| 2012                                       | Reinardt Janse van Rensburg | Lars Boom           | Gijs Van Hoecke     |           |
| 2013                                       | André Greipel               | Ramon Sinkeldam     | Kenny van Hummel    |           |
| 2014                                       | Theo Bos                    | Ramon Sinkeldam     | Michael Van Staeyen |           |
| 2015                                       | Iljo Keisse                 | Niki Terpstra       | Łukasz Wiśniowski   |           |
| 2016 edición no realizada Tacx Pro Classic |                             |                     |                     |           |
| 2017                                       | Timo Roosen                 | Taco van der Hoorn  | Dylan Groenewegen   |           |
| 2018                                       | Peter Schulting             | Dries De Bondt      | Jérôme Baugnies     |           |
| 2019                                       | Dylan Groenewegen           | Elia Viviani        | Arvid de Kleijn     |           |
| 2020                                       | cancelada                   | cancelada           | cancelada           | cancelada |
| 2021                                       | cancelada                   | cancelada           | cancelada           | cancelada |

## Palmarés por países
| País           | Victorias |
| -------------- | --------- |
| Países Bajos   | 4         |
| Estados Unidos | 2         |
| Alemania       | 2         |
| Australia      | 1         |
| Sudáfrica      | 1         |
| Bélgica        | 1         |